# Otobe
Otobe (jap. 乙部町 Otobe-chō) – miasto w Japonii, w prefekturze Hokkaido, w podprefekturze Hiyama. Według danych na rok 2020 miejscowość zamieszkiwało 3 403 mieszkańców , a gęstość zaludnienia wyniosła 20,9 os./km².